# 第25回全日本女子サッカー選手権大会
第25回全日本女子サッカー選手権大会（だい25かいぜんにほんじょしさっかーせんしゅけんたいかい）は、2004年（平成16年）1月11日から1月25日にかけて行われた全日本女子サッカー選手権大会。日本女子サッカーリーグ（L・リーグ）参加チーム2チーム増により23チームで実施した。
第15回L・リーグの上位4チームが準決勝に進出。田崎ペルーレFCがさいたまレイナスFCを降して5大会連続の決勝進出とし、また日テレ・ベレーザが2大会ぶりに準決勝進出の伊賀フットボールクラブくノ一を破って2年連続の決勝進出。前大会の雪辱を期するべく挑んだベレーザが前大会勝者に先行されては追いつくという展開であったが、PK戦までもつれた結果、田崎が大会連覇を達成。これにより第15回L・リーグとあわせての二冠（宝塚バニーズとの混成で兵庫代表として出場した第57回国民体育大会「よさこい高知国体」での優勝を含めると三冠）を達成した。

## 成績
- 優勝：田崎ペルーレFC
- 準優勝：日テレ・ベレーザ
- 第3位：伊賀フットボールクラブくノ一、さいたまレイナスFC

## 出場チーム

### 日本女子サッカーリーグ
（第15回L・リーグ総合成績順）
- 田崎ペルーレFC
- 日テレ・ベレーザ
- 伊賀フットボールクラブくノ一
- さいたまレイナスFC
- YKK東北女子サッカー部フラッパーズ
- スペランツァF.C.高槻
- 大原学園JaSRA女子サッカークラブ
- 岡山湯郷Belle
- 宝塚バニーズレディースサッカークラブ
- ASエルフェン狭山FC
- 清水第八スポーツクラブ
- ジェフユナイテッド市原レディース
- ルネサンス熊本フットボールクラブ

### 北海道地域
- 北海道文教大学明清学園高等学校女子サッカー部

### 東北地域
- 常盤木学園高等学校

### 関東地域
- 日本体育大学女子サッカー部
- 神奈川大学女子サッカー部

### 北信越地域
- アルビレックス新潟レディース

### 東海地域
- Honda FC

### 関西地域
- 日ノ本学園高等学校

### 中国地域
- 吉備国際大学女子サッカー部

### 四国地域
- ブッチギリ

### 九州地域
- 鳳凰高等学校女子サッカー部

## 開催方式

### 試合規定
- 試合時間
  - 1、2回戦:80分（40分ハーフ）
  - 準々決勝以降:90分（45分ハーフ）
- 規定時間内に決しない場合は20分（10分ハーフ）の延長戦（Vゴール方式）→決しない場合はPK戦
- 登録選手:ベンチ入り16名（交代出場3名まで）
- 入場料 
  - 1、2回戦:無料
  - 準々決勝、準決勝、決勝:有料

### 試合会場
1回戦・2回戦
- 日本平スタジアム
- 東平尾公園博多の森球技場
- 加古川運動公園陸上競技場
- 上野市運動公園競技場

準々決勝
- さいたま市駒場スタジアム
- 広島県営広島スタジアム

準決勝
- 国立西が丘サッカー場

決勝
- 国立霞ヶ丘競技場陸上競技場

## 結果

### 1回戦
| 2004年1月11日 11:00 |

| Honda FC | 1 - 6 | 神奈川大学女子サッカー部 |
|          |       |                          |

| 日本平スタジアム |

| 2004年1月11日 13:00 |

| アルビレックス新潟レディース | 2 - 1 | ルネサンス熊本フットボールクラブ |
|                              |       |                                  |

| 日本平スタジアム |

| 2004年1月11日 11:00 |

| ブッチギリ | 0 - 8 | ASエルフェン狭山FC |
|            |       |                    |

| 東平尾公園博多の森球技場 |

| 2004年1月11日 13:00 |

| 北海道文教大学明清学園高等学校 女子サッカー部 | 4 - 1 | 吉備国際大学女子サッカー部 |
|                                               |       |                            |

| 東平尾公園博多の森球技場 |

| 2004年1月11日 11:00 |

| ジェフユナイテッド市原レディース | 1 - 5 | 日本体育大学女子サッカー部 |
|                                  |       |                            |

| 加古川運動公園陸上競技場 |

| 2004年1月11日 13:00 |

| 清水第八スポーツクラブ | 0 - 5 | 日ノ本学園高等学校 |
|                        |       |                    |

| 加古川運動公園陸上競技場 |

| 2004年1月11日 11:00 |

| 常盤木学園高等学校 | 1 - 2 | 鳳凰高等学校女子サッカー部 |
|                    |       |                            |

| 上野市運動公園競技場 |

### 2回戦
| 2004年1月12日 11:00 |

| 田崎ペルーレFC | 5 - 0 | 神奈川大学女子サッカー部 |
|                |       |                          |

| 日本平スタジアム |

| 2004年1月12日 13:00 |

| アルビレックス新潟レディース | 0 - 2 | スペランツァF.C.高槻 |
|                              |       |                      |

| 日本平スタジアム |

| 2004年1月12日 11:00 |

| YKK東北女子サッカー部フラッパーズ | 4 - 0 | ASエルフェン狭山FC |
|                                   |       |                    |

| 東平尾公園博多の森球技場 |

| 2004年1月12日 13:00 |

| 北海道文教大学明清学園高等学校 女子サッカー部 | 0 - 7 | さいたまレイナスFC |
|                                               |       |                    |

| 東平尾公園博多の森球技場 |

| 2004年1月12日 11:00 |

| 日テレ・ベレーザ | 5 - 0 | 日本体育大学女子サッカー部 |
|                  |       |                            |

| 加古川運動公園陸上競技場 |

| 2004年1月12日 13:00 |

| 日ノ本学園高等学校 | 1 - 3 | 大原学園JaSRA女子サッカークラブ |
|                    |       |                                 |

| 加古川運動公園陸上競技場 |

| 2004年1月12日 11:00 |

| 岡山湯郷Belle | 3 - 1 | 宝塚バニーズレディース サッカークラブ |
|               |       |                                       |

| 上野市運動公園競技場 |

| 2004年1月12日 13:00 |

| 鳳凰高等学校女子サッカー部 | 1 - 5 | 伊賀フットボールクラブくノ一 |
|                            |       |                              |

| 上野市運動公園競技場 |

### 準々決勝
| 2004年1月18日 11:00 |

| 田崎ペルーレFC | 3 - 0 | スペランツァF.C.高槻 |
|                |       |                      |

| さいたま市駒場スタジアム |

| 2004年1月18日 13:30 |

| YKK東北女子サッカー部フラッパーズ | 0 - 2 | さいたまレイナスFC |
|                                   |       |                    |

| さいたま市駒場スタジアム |

| 2004年1月18日 11:00 |

| 日テレ・ベレーザ | 3 - 1 | 大原学園JaSRA女子サッカークラブ |
|                  |       |                                 |

| 広島県営広島スタジアム |

| 2004年1月18日 13:30 |

| 岡山湯郷Belle | 1 - 5 | 伊賀フットボールクラブくノ一 |
|               |       |                              |

| 広島県営広島スタジアム |

### 準決勝
| 2004年1月24日 11:30 |

| 田崎ペルーレFC | 1 - 0 | さいたまレイナスFC |
|                |       |                    |

| 国立西が丘サッカー場 |

| 2004年1月24日 14:00 |

| 日テレ・ベレーザ | 3 - 0 | 伊賀フットボールクラブくノ一 |
|                  |       |                              |

| 国立西が丘サッカー場 |

### 決勝
| 2004年1月25日 13:00 |

| 田崎ペルーレFC              | 2 - 2 (延長) | 日テレ・ベレーザ              |
| 白鳥綾 31分 · 山本絵美 44分 | [ 1 ]        | 豊田奈夕葉 37分 · 大野忍 88分 |
|                             | PK戦         |                               |
|                             | 5 - 3        |                               |

| 国立霞ヶ丘陸上競技場 観客数: 1,641人 |